# Zhangcha
Zhangcha (kinesiska: 张槎) är ett stadsdelsdistrikt (jiedao) i sydöstra Kina. Det ligger i stadsdistriktet Chancheng i staden Foshan i  provinsen Guangdong, omkring 22 kilometer sydväst om provinshuvudstaden Guangzhou. Antalet invånare är 241 149. Befolkningen består av 114 659 kvinnor och 126 490 män. Barn under 15 år utgör 10,0 %, vuxna 15-64 år 86 %, och äldre över 65 år 3,0 %.